# Diplotaxodon argenteus
Diplotaxodon argenteus är en fiskart som beskrevs av Trewavas, 1935. Diplotaxodon argenteus ingår i släktet Diplotaxodon och familjen Cichlidae. IUCN kategoriserar arten globalt som livskraftig. Inga underarter finns listade i Catalogue of Life.